# Australische Snooker-Meisterschaft
Die nationale Australische Snooker-Meisterschaft (Australian National Snooker Championship) ist ein Wettbewerb zur Ermittlung des nationalen Meistertitels in der Billardvariante Snooker in Australien.

## Geschichte
Während es in English Billiards bereits ab 1906 eine nationale Meisterschaft gab, wurde im Snooker erst ab 1953 landesweit ein Titel ausgespielt. Im Bundesstaat South Australia wurde jedoch bereits 1924 die erste Snooker-Meisterschaft ausgetragen. Eine Reihe von Spielern errang in beiden Disziplinen den Titel (Bob Marshall, Max Williams, Robby Foldvari, David Collins, Steve Mifsud, Matthew Bolton).
Da nur Amateure teilnahmeberechtigt sind, sind einige der bekanntesten australischen Spieler wie Horace Lindrum, Eddie Charlton und Neil Robertson gar nicht oder nur mit wenigen Titeln aus der Amateurzeit vertreten. Das Turnier ist nicht zu verwechseln mit der Australian Open Snooker Championship und der Australian Professional Championship bzw. den Australian Goldfields Open, die Turniere mit Beteiligung von ausländischen Spielern bzw. Profispielern sind.
Rekordtitelträger ist Steve Mifsud mit 11 gewonnenen Meisterschaften.
Frauen spielen seit 1975 eine nationale Meisterschaft aus, hier sind Kathy Parashis und Jessica Woods mit jeweils 9 Titeln die erfolgreichste Teilnehmerinnen. Parashis gewann ihre Titel zwischen 1992 und 2012, wobei sie in den 1990ern 8 Mal in Folge im Finale stand; Woods gewann im Jahr 2013 erstmals. 5 Mal in Folge (1975 bis 1979) und 6 Mal insgesamt war Fran Lovis erfolgreich.
Juniorenwettbewerbe gibt es seit 1979. Nach dem U-18-Wettbewerb wurden nach und nach andere Altersklassen eingeführt.
Einige Titelträger sind auch familiär verbunden. James Mifsud gewann erstmals 2016 bei den Männern, nachdem sein älterer Bruder Steve zwischen 2001 und 2013 bereit 7 Mal erfolgreich gewesen war. Stan Gorski holte 1989 den ersten Titel für die Familie Gorski, dreimal gewann er insgesamt. Seiner Frau Margaret gelangen zwischen 1991 und 2009 sogar 5 Siege.

## Titelträger
In der folgenden Tabelle sind die Titelträger ab 1953 bzw. ab Einführung der jeweiligen Klasse angegeben. Bei Mehrfachgewinnern bei Frauen und Senioren gibt die hochgestellte Zahl beim ersten Sieg die Gesamtzahl der Titelgewinne in dieser Klasse an.
| Jahr | Männer                               | Männer                               | Männer                               | Frauen                               | Senioren                             | Junioren                             | Junioren                             | Junioren                             | Junioren                             |
| Jahr | Sieger                               | Ergebnis                             | Gegner                               | Frauen                               | Senioren                             | U21 (bis 1988: U23)                  | U18                                  | U15 (2022–2023, ab 2025: U16)        | U12                                  |
| ---- | ------------------------------------ | ------------------------------------ | ------------------------------------ | ------------------------------------ | ------------------------------------ | ------------------------------------ | ------------------------------------ | ------------------------------------ | ------------------------------------ |
| 1953 | Warren Simpson                       | Gruppenphase                         | Bob Marshall                         | nicht ausgetragen                    | nicht ausgetragen                    | nicht ausgetragen                    | nicht ausgetragen                    | nicht ausgetragen                    | nicht ausgetragen                    |
| 1954 | Warren Simpson                       | unbekannt                            | Frank Edwards                        | nicht ausgetragen                    | nicht ausgetragen                    | nicht ausgetragen                    | nicht ausgetragen                    | nicht ausgetragen                    | nicht ausgetragen                    |
| 1955 | Ted Pickett                          | 4:2                                  | Jack Harris                          | nicht ausgetragen                    | nicht ausgetragen                    | nicht ausgetragen                    | nicht ausgetragen                    | nicht ausgetragen                    | nicht ausgetragen                    |
| 1956 | Bob Marshall                         | 5:4                                  | Warren Simpson                       | nicht ausgetragen                    | nicht ausgetragen                    | nicht ausgetragen                    | nicht ausgetragen                    | nicht ausgetragen                    | nicht ausgetragen                    |
| 1957 | Warren Simpson                       | 8:5                                  | Bob Marshall                         | nicht ausgetragen                    | nicht ausgetragen                    | nicht ausgetragen                    | nicht ausgetragen                    | nicht ausgetragen                    | nicht ausgetragen                    |
| 1958 | Frank Harris                         | Gruppenphase                         | Warren Simpson                       | nicht ausgetragen                    | nicht ausgetragen                    | nicht ausgetragen                    | nicht ausgetragen                    | nicht ausgetragen                    | nicht ausgetragen                    |
| 1959 | Kevin Burles                         | 8:6                                  | Frank Harris                         | nicht ausgetragen                    | nicht ausgetragen                    | nicht ausgetragen                    | nicht ausgetragen                    | nicht ausgetragen                    | nicht ausgetragen                    |
| 1960 | Kevin Burles                         | 8:2                                  | Bob Marshall                         | nicht ausgetragen                    | nicht ausgetragen                    | nicht ausgetragen                    | nicht ausgetragen                    | nicht ausgetragen                    | nicht ausgetragen                    |
| 1961 | Max Williams                         | Gruppenphase                         | Len Rahilly                          | nicht ausgetragen                    | nicht ausgetragen                    | nicht ausgetragen                    | nicht ausgetragen                    | nicht ausgetragen                    | nicht ausgetragen                    |
| 1962 | Willie Barrie 1                      | 11:8                                 | Jim Lyons                            | nicht ausgetragen                    | nicht ausgetragen                    | nicht ausgetragen                    | nicht ausgetragen                    | nicht ausgetragen                    | nicht ausgetragen                    |
| 1963 | Frank Harris                         | 8:4                                  | Willie Barrie                        | nicht ausgetragen                    | nicht ausgetragen                    | nicht ausgetragen                    | nicht ausgetragen                    | nicht ausgetragen                    | nicht ausgetragen                    |
| 1964 | Willie Barrie                        | 8:5                                  | Frank Harris                         | nicht ausgetragen                    | nicht ausgetragen                    | nicht ausgetragen                    | nicht ausgetragen                    | nicht ausgetragen                    | nicht ausgetragen                    |
| 1965 | Willie Barrie                        | unbekannt                            | Arthur Cuffe                         | nicht ausgetragen                    | nicht ausgetragen                    | nicht ausgetragen                    | nicht ausgetragen                    | nicht ausgetragen                    | nicht ausgetragen                    |
| 1966 | Max Williams                         | Gruppenphase                         | Ron Atkins                           | nicht ausgetragen                    | nicht ausgetragen                    | nicht ausgetragen                    | nicht ausgetragen                    | nicht ausgetragen                    | nicht ausgetragen                    |
| 1967 | Max Williams                         | Gruppenphase                         | Rex King                             | nicht ausgetragen                    | nicht ausgetragen                    | nicht ausgetragen                    | nicht ausgetragen                    | nicht ausgetragen                    | nicht ausgetragen                    |
| 1968 | Max Williams                         | unbekannt                            | Ron Mares                            | nicht ausgetragen                    | nicht ausgetragen                    | nicht ausgetragen                    | nicht ausgetragen                    | nicht ausgetragen                    | nicht ausgetragen                    |
| 1969 | Willie Barrie                        | unbekannt                            | Max Williams                         | nicht ausgetragen                    | nicht ausgetragen                    | nicht ausgetragen                    | nicht ausgetragen                    | nicht ausgetragen                    | nicht ausgetragen                    |
| 1970 | Max Williams                         | unbekannt                            | Harry Andrews                        | nicht ausgetragen                    | nicht ausgetragen                    | nicht ausgetragen                    | nicht ausgetragen                    | nicht ausgetragen                    | nicht ausgetragen                    |
| 1971 | Max Williams                         | Gruppenphase                         | Geoff Miller                         | nicht ausgetragen                    | nicht ausgetragen                    | nicht ausgetragen                    | nicht ausgetragen                    | nicht ausgetragen                    | nicht ausgetragen                    |
| 1972 | Max Williams                         | 5:1                                  | Jim Bonner                           | nicht ausgetragen                    | nicht ausgetragen                    | nicht ausgetragen                    | nicht ausgetragen                    | nicht ausgetragen                    | nicht ausgetragen                    |
| 1973 | Max Williams                         | 8:5                                  | Robert McLass                        | nicht ausgetragen                    | nicht ausgetragen                    | nicht ausgetragen                    | nicht ausgetragen                    | nicht ausgetragen                    | nicht ausgetragen                    |
| 1974 | Lou Condo                            | Gruppenphase                         | John Campbell                        | nicht ausgetragen                    | nicht ausgetragen                    | nicht ausgetragen                    | nicht ausgetragen                    | nicht ausgetragen                    | nicht ausgetragen                    |
| 1975 | Ron Atkins                           | Gruppenphase                         | Fred Thomas                          | Fran Lovis6                          | nicht ausgetragen                    | nicht ausgetragen                    | nicht ausgetragen                    | nicht ausgetragen                    | nicht ausgetragen                    |
| 1976 | Ron Atkins                           | Gruppenphase                         | Leon Heywood                         | Fran Lovis                           | nicht ausgetragen                    | nicht ausgetragen                    | nicht ausgetragen                    | nicht ausgetragen                    | nicht ausgetragen                    |
| 1977 | Ron Atkins                           | Gruppenphase                         | Jim Bonner                           | Fran Lovis                           | nicht ausgetragen                    | nicht ausgetragen                    | nicht ausgetragen                    | nicht ausgetragen                    | nicht ausgetragen                    |
| 1978 | Kevin Burles                         | 4:2 2                                | Ron Atkins                           | Fran Lovis                           | nicht ausgetragen                    | nicht ausgetragen                    | nicht ausgetragen                    | nicht ausgetragen                    | nicht ausgetragen                    |
| 1979 | John Campbell                        | Gruppenphase 3                       | Jim Bonner                           | Fran Lovis                           | nicht ausgetragen                    | nicht ausgetragen                    | Greg Jenkins                         | nicht ausgetragen                    | nicht ausgetragen                    |
| 1980 | Warren King                          | Gruppenphase                         | James Giannaros                      | Lesley McIlrath2                     | nicht ausgetragen                    | nicht ausgetragen                    | Phil Jones                           | nicht ausgetragen                    | nicht ausgetragen                    |
| 1981 | Warren King                          | 8:6                                  | John Campbell                        | Lesley McIlrath                      | nicht ausgetragen                    | nicht ausgetragen                    | Les Higgins                          | nicht ausgetragen                    | nicht ausgetragen                    |
| 1982 | James Giannaros                      | 8:3                                  | Warren King                          | Megan Fullerton3                     | nicht ausgetragen                    | Sam Frangie                          | Robert Leighton                      | nicht ausgetragen                    | nicht ausgetragen                    |
| 1983 | Gary Lackenby                        | 8:4                                  | Adrian Campbell                      | Fran Lovis                           | nicht ausgetragen                    | Greg Jenkins                         | Nick Vasic                           | nicht ausgetragen                    | nicht ausgetragen                    |
| 1984 | Glen Wilkinson                       | 8:6                                  | Adrian Campbell                      | Megan Fullerton                      | nicht ausgetragen                    | Les Higgins                          | Than Vinh Tran                       | nicht ausgetragen                    | nicht ausgetragen                    |
| 1985 | Jim Bonner                           | 8:5                                  | Philip Tarrant                       | Linda Lucas5                         | nicht ausgetragen                    | Les Higgins                          | Wayne Turpin                         | nicht ausgetragen                    | nicht ausgetragen                    |
| 1986 | Geoff Miller                         | 8:3                                  | Peter Hawkes                         | Diane Dale                           | nicht ausgetragen                    | Les Higgins                          | Len Hill                             | nicht ausgetragen                    | nicht ausgetragen                    |
| 1987 | Peter Hawkes                         | 8:7                                  | Roger Farebrother                    | Margaret Simmons2                    | nicht ausgetragen                    | Steve Mifsud                         | Wayne Turpin                         | nicht ausgetragen                    | nicht ausgetragen                    |
| 1988 | Jim Bonner                           | 8:5                                  | Stan Gorski                          | Linda Lucas                          | nicht ausgetragen                    | Steve Mifsud                         | Stuart Lawler                        | Steve Balderson                      | nicht ausgetragen                    |
| 1989 | Stan Gorski                          | 8:2                                  | Barry Saxon                          | Margaret Simmons                     | nicht ausgetragen                    | Steve Mifsud                         | Shawn Budd                           | Stuart Lawler                        | nicht ausgetragen                    |
| 1990 | Craig Duffy                          | 8:5                                  | Nick Vasic                           | Linda Lucas                          | nicht ausgetragen                    | Steve Mifsud                         | Shawn Budd                           | Rhys Cochrane                        | Daniel Jones                         |
| 1991 | David Collins                        | 5:4                                  | Quinten Hann                         | Margaret Gorski5                     | nicht ausgetragen                    | Andrew Hicks                         | Lim Soon Tut                         | Rhys Cochrane                        | Ian Barber                           |
| 1992 | Stan Gorski                          | 8:1                                  | Peter Hawkes                         | Kathy Parashis9                      | nicht ausgetragen                    | Stuart Lawler                        | Stuart Lawler                        | Joel Younger                         | Glen Omedei                          |
| 1993 | Steve Waterer                        | 8:7                                  | Danny Love                           | Kathy Parashis                       | nicht ausgetragen                    | Scott Matthews                       | Rhys Cochrane                        | Daniel Jones                         | Mark Zappia                          |
| 1994 | unbekannt                            | unbekannt                            | unbekannt                            | Kathy Parashis                       | nicht ausgetragen                    | Quinten Hann                         | Rhys Cochrane                        | James Chappel                        | Chris Calabrese                      |
| 1995 | unbekannt                            | unbekannt                            | unbekannt                            | Kathy Parashis                       | nicht ausgetragen                    | Stuart Lawler                        | Joel Younger                         | James Chappel                        | Ben Judge                            |
| 1996 | Stan Gorski                          | 5:1                                  | Craig Duffy                          | nicht ausgetragen                    | nicht ausgetragen                    | Aaron Mahoney                        | Neil Robertson                       | James Chappel                        | Dean Selkreig                        |
| 1997 | Shawn Budd                           | 5:0                                  | Johl Younger                         | Margaret Gorski                      | nicht ausgetragen                    | Ian Barber                           | Neil Robertson                       | Ben Judge                            | Dean Hoskin                          |
| 1998 | Shawn Budd                           | 6:3                                  | Steve Mifsud                         | Megan Fullerton                      | nicht ausgetragen                    | Daniel Jones                         | Neil Robertson                       | Justin Campbell                      | Vinnie Calabrese                     |
| 1999 | unbekannt                            | unbekannt                            | unbekannt                            | unbekannt                            | nicht ausgetragen                    | Ben Middleton                        | Neil Robertson                       | Vinnie Calabrese                     | Vinnie Calabrese                     |
| 2000 | Shawn Budd                           | 5:2                                  | Steve Mifsud                         | Ann Green                            | nicht ausgetragen                    | Neil Robertson                       | Shannon Dixon                        | Michael Lupton                       | Toby Tribe                           |
| 2001 | Steve Mifsud                         | 6:1                                  | Neil Robertson                       | Margaret Gorski                      | nicht ausgetragen                    | James Delahunty                      | Ben Judge                            | Vinnie Calabrese                     | Guy Allan                            |
| 2002 | Steve Mifsud                         | 6:3                                  | Quinten Hann                         | Margaret Gorski                      | nicht ausgetragen                    | James Mifsud                         | Michael Lupton                       | Adam Grabish                         | Guy Allan                            |
| 2003 | Steve Mifsud                         | 6:1                                  | Johl Younger                         | Kathy Parashis                       | nicht ausgetragen                    | Neil Robertson                       | Michael Lupton                       | Guy Allan                            | Kurt Dunham                          |
| 2004 | Steve Mifsud                         | 6:0                                  | Shawn Budd                           | Tammy Cantoni                        | nicht ausgetragen                    | Ben Judge                            | Vinnie Calabrese                     | Chris Horne                          | Kurt Brown                           |
| 2005 | Vinnie Calabrese                     | 6:4                                  | Roger Farebrother                    | Kathy Parashis                       | nicht ausgetragen                    | Adam Kinghorn                        | Vinnie Calabrese                     | Kurt Brown                           | Kurt Brown                           |
| 2006 | Robby Foldvari                       | 6:3                                  | Matthew Bolton                       | Linda Lucas                          | Glen Wilkinson6                      | Vinnie Calabrese                     | Tom Simmons                          | Ricky Emery                          | Shane Theodorou                      |
| 2007 | Glen Wilkinson                       | 6:5                                  | Shawn Budd                           | Kathy Parashis                       | Glen Wilkinson                       | Vinnie Calabrese                     | Shaun Dalitz                         | Kurt Brown                           | Kyle Dalitz                          |
| 2008 | Ben Judge                            | 6:1                                  | Aaron Mahoney                        | Linda Lucas                          | Robby Foldvari                       | Vinnie Calabrese                     | Charlie Chafe                        | Kurt Brown                           | Jimmy Moller                         |
| 2009 | Glen Wilkinson                       | 6:1                                  | Aaron Mahoney                        | Margaret Gorski                      | Glen Wilkinson                       | Charlie Chafe                        | Kurt Brown                           | Ryan Thomerson                       | Jack Porter                          |
| 2010 | Steve Mifsud                         | 6:3                                  | Shawn Budd                           | Kathy Parashis                       | Paul Balzer                          | Shaun Dalitz                         | Kurt Brown                           | Cale Barrett                         | Hayden Goode                         |
| 2011 | Steve Mifsud                         | 6:3                                  | Joe Minici                           | Shirley Smith                        | Joe Minici2                          | Kurt Brown                           | Kurt Brown                           | Cale Barrett                         | Hayden Goode                         |
| 2012 | Johl Younger                         | 5:1                                  | Shawn Budd                           | Kathy Parashis                       | Joe Minici                           | Kurt Brown                           | Ryan Thomerson                       | Arthur Lin                           | Hayden Goode                         |
| 2013 | Steve Mifsud                         | 5:4                                  | Johl Younger                         | Jessica Woods9                       | Glen Wilkinson                       | Charlie Chafe                        | Arthur Lin                           | Arthur Lin                           | Jake Thompson                        |
| 2014 | Matthew Bolton                       | 5:2                                  | Aaron Mahoney                        | Jessica Woods                        | Glen Wilkinson                       | Charlie Chafe                        | Cale Barrett                         | Hayden Goode                         | Jayden Dinga                         |
| 2015 | Aaron Mahoney                        | 5:4                                  | Joe Minici                           | Jessica Woods                        | Paul Thomerson2                      | Ryan Thomerson                       | Alex Pace                            | Kyle Renton                          | Nikolas Burnett                      |
| 2016 | James Mifsud                         | 6:1                                  | Vinnie Calabrese                     | Jessica Woods                        | Paul Thomerson                       | Cale Barrett                         | Alex Pace                            | Jake Thompson                        | Jayden Dinga                         |
| 2017 | Adrian Ridley                        | 6:3                                  | Steve Mifsud                         | Kathy Howden                         | Peter McCullagh2                     | Cale Barrett                         | Hayden Goode                         | Danyal Porter                        | Jayden Dinga                         |
| 2018 | Steve Mifsud                         | 6:5                                  | Charlie Chafe                        | Jessica Woods                        | Steve Mifsud2                        | Matt Curwood                         | Marc Fridman                         | Harry Mok                            | Ambrose Adeney                       |
| 2019 | Matthew Bolton                       | 6:2                                  | James Mifsud                         | Jessica Woods                        | Peter McCullagh                      | Matt Curwood                         | Kyle Thomson                         | Xavier Daw                           | Lilly Meldrum                        |
| 2020 | keine Austragung (COVID-19-Pandemie) | keine Austragung (COVID-19-Pandemie) | keine Austragung (COVID-19-Pandemie) | keine Austragung (COVID-19-Pandemie) | keine Austragung (COVID-19-Pandemie) | keine Austragung (COVID-19-Pandemie) | Xavier Daw                           | Joshua Hands                         | Lilly Meldrum                        |
| 2021 | keine Austragung (COVID-19-Pandemie) | keine Austragung (COVID-19-Pandemie) | keine Austragung (COVID-19-Pandemie) | keine Austragung (COVID-19-Pandemie) | Rob Elsley                           | keine Austragung (COVID-19-Pandemie) | keine Austragung (COVID-19-Pandemie) | keine Austragung (COVID-19-Pandemie) | keine Austragung (COVID-19-Pandemie) |
| 2022 | Steve Mifsud                         | 6:1                                  | James Mifsud                         | Jessica Woods                        | James Mifsud                         | Xavier Daw                           | Xavier Daw                           | Jason Yu                             | Liam Nolan                           |
| 2023 | Steve Mifsud                         | 6:1                                  | Adrian Ridley                        | Lilly Meldrum                        | keine Austragung                     | Xavier Daw                           | Jayden Dinga                         | Jason Yu                             | Austin Huang                         |
| 2024 | Steve Mifsud                         | 6:4                                  | Shaun Dalitz                         | Jessica Woods                        | Glen Wilkinson                       | Xavier Daw                           | Jason Yu                             | Jason Yu                             | Austin Huang                         |
| 2025 | August 2025                          | August 2025                          | August 2025                          | Jessica Woods                        | Steve Mifsud                         | Jayden Dinga                         | Max Handley                          | Zachary Burns                        | Angelo Tsikouris                     |

## Rangliste der Männer
| Platz | Spieler           | Gold | Silber | Finalteilnahmen |
| ----- | ----------------- | ---- | ------ | --------------- |
| 1     | Steve Mifsud      | 11   | 3      | 14              |
| 2     | Max Williams      | 8    | 1      | 9               |
| 3     | Willie Barrie     | 4    | 1      | 5               |
| 4     | Shawn Budd        | 3    | 4      | 7               |
| 5     | Ron Atkins        | 3    | 2      | 5               |
| 5     | Warren Simpson    | 3    | 2      | 5               |
| 7     | Stan Gorski       | 3    | 1      | 4               |
| 8     | Kevin Burles      | 3    | 0      | 3               |
| 8     | Glen Wilkinson    | 3    | 0      | 3               |
| 10    | Jim Bonner        | 2    | 2      | 4               |
| 10    | Frank Harris      | 2    | 2      | 4               |
| 12    | Matthew Bolton    | 2    | 1      | 3               |
| 12    | Warren King       | 2    | 1      | 3               |
| 14    | Aaron Mahoney     | 1    | 3      | 4               |
| 14    | Bob Marshall      | 1    | 3      | 4               |
| 14    | Johl Younger      | 1    | 3      | 4               |
| 17    | John Campbell     | 1    | 2      | 3               |
| 17    | Peter Hawkes      | 1    | 2      | 3               |
| 17    | James Mifsud      | 1    | 2      | 3               |
| 20    | Vinnie Calabrese  | 1    | 1      | 2               |
| 20    | Craig Duffy       | 1    | 1      | 2               |
| 20    | James Giannaros   | 1    | 1      | 2               |
| 20    | Geoff Miller      | 1    | 1      | 2               |
| 20    | Adrian Ridley     | 1    | 1      | 2               |
| 25    | David Collins     | 1    | 0      | 1               |
| 25    | Lou Condo         | 1    | 0      | 1               |
| 25    | Robby Foldvari    | 1    | 0      | 1               |
| 25    | Ben Judge         | 1    | 0      | 1               |
| 25    | Gary Lackenby     | 1    | 0      | 1               |
| 25    | Ted Pickett       | 1    | 0      | 1               |
| 25    | Steve Waterer     | 1    | 0      | 1               |
| 32    | Adrian Campbell   | 0    | 2      | 2               |
| 32    | Roger Farebrother | 0    | 2      | 2               |
| 32    | Quinten Hann      | 0    | 2      | 2               |
| 32    | Robert McLass     | 0    | 2      | 2               |
| 32    | Joe Minici        | 0    | 2      | 2               |
| 37    | Harry Andrews     | 0    | 1      | 1               |
| 37    | Charlie Chafe     | 0    | 1      | 1               |
| 37    | Arthur Cuffe      | 0    | 1      | 1               |
| 37    | Shaun Dalitz      | 0    | 1      | 1               |
| 37    | Frank Edwards     | 0    | 1      | 1               |
| 37    | Jack Harris       | 0    | 1      | 1               |
| 37    | Leon Heywood      | 0    | 1      | 1               |
| 37    | Rex King          | 0    | 1      | 1               |
| 37    | Danny Love        | 0    | 1      | 1               |
| 37    | Jim Lyons         | 0    | 1      | 1               |
| 37    | Ron Mares         | 0    | 1      | 1               |
| 37    | Len Rahilly       | 0    | 1      | 1               |
| 37    | Neil Robertson    | 0    | 1      | 1               |
| 37    | Barry Saxon       | 0    | 1      | 1               |
| 37    | Philip Tarrant    | 0    | 1      | 1               |
| 37    | Fred Thomas       | 0    | 1      | 1               |
| 37    | Nick Vasic        | 0    | 1      | 1               |